# Пол Лоуренс Сміт
Пол Лоуренс Сміт (англ. Paul Lawrence Smith; *24 червня 1936, Еверетт, США — †25 квітня 2012, Раанана, Ізраїль) — американський та ізраїльський актор. Через свій високий зріст та міцну статуру здебільшого грав ролі важкоатлетів або лиходіїв. Серед найвідоміших ролей Пола — роль в'язничного наглядача Хаміду у стрічсі «Опівнічний експрес» (1978), роль Блуто у стрічсі Роберта Альтмана «Попай» (1980) та роль Раббана у стрічсі Девіда Лінча «Дюна» (1984).

## Біографія
Дитинство пройшло у Маямі. У 1954 році закінчив повну середню школу у Маямі, після чого поступив до Брандейського університету звідки через деякий час перевівся до Університету штата Флорида де отримав футбольну стипендію. Після закінчення університету отримав ступінь бакалавра з філософії.
Першу роль зіграв у фільмі «Вихід» 1960 року, зйомки проходили в Ізраїлі. Це був перший візит Пола до цієї країни. Згодом у 1967 році Пол повернувся до Ізраїлю в якості іноземного добровольця для участі у Шестиденній війні і залишався в Ізраїлі до 1973 року знявшись у п'яти ізраїльських фільмах. 
У 1973 році Пол переїхав в Італію де через зовнішню схожість з Бадом Спенсером знявся у серії фільмів з Теренсом Гіллом.
У 1977 році переїхав до Голлівуду, де знявся у таких фільмах як «Опівнічний експрес» (1978) та «Попай» (1980).
У лютому 2006 року Сміт разом з дружиною репатріювалися в Ізраїль. Отримавши ізраїльське громадянство Пол Сміт змінив своє ім'я на Адам Іден.
Помер 25 квітня 2012 року у місті Раанана. Причина смерті невідома.